# Eunice Jepkorir
Eunice Jepkorir Kertich (Eldama Ravine, 17 febbraio 1982) è una siepista e mezzofondista keniota.

## Palmarès
| Anno | Manifestazione              | Sede      | Evento       | Risultato | Prestazione | Note |
| ---- | --------------------------- | --------- | ------------ | --------- | ----------- | ---- |
| 2004 | Mondiali di cross           | Bruxelles | Corsa lunga  | 7ª        | 27'59"      |      |
| 2004 | Mondiali di cross           | Bruxelles | A squadre    | Argento   | 30 p.       |      |
| 2006 | Mondiali di corsa su strada | Debrecen  | Individuale  | 14ª       | 1h12'00"    |      |
| 2006 | Mondiali di corsa su strada | Debrecen  | A squadre    | Oro       | 3h15'55"    |      |
| 2007 | Mondiali                    | Osaka     | 3000 m siepi | Bronzo    | 9'20"09     |      |
| 2008 | Giochi olimpici             | Pechino   | 3000 m siepi | Argento   | 9'07"41     |      |

## Campionati nazionali
2003
- Argento ai campionati kenioti, 10000 m piani - 32'58"0 m
- Argento ai campionati kenioti, 2000 m siepi - 6'29"6 m

2005
- 8ª ai campionati kenioti, 3000 m siepi - 10'19"0 m

2011
- 6ª ai campionati kenioti, 3000 m siepi - 9'46"4 m

## Altre competizioni internazionali
2003
- Argento alla Düsseldorf Kö-Lauf ( Düsseldorf) - 32'13"

2004
- Argento alla Dam tot Dam ( Zaandam), 10 miglia - 52'39"
- Oro alla Würzburg Residenzlauf ( Würzburg) - 31'38"
- Argento alla Düsseldorf Kö-Lauf ( Düsseldorf) - 32'30"

2005
- Oro alla Parelloop ( Brunssum) - 32'19"
- Oro alla Paderborn Internationaler Osterlauf ( Paderborn) - 32'16"
- Argento alla Würzburg Residenzlauf ( Würzburg) - 32'59"

2006
- 6ª alla Dam tot Dam ( Zaandam), 10 miglia - 55'02"
- Argento alla Eldoret Fluorspar ( Eldoret) - 32'01"
- 11ª alla Crescent City Classic ( New Orleans) - 35'01"

2007
- Oro alla World Athletics Final ( Stoccarda), 3000 m siepi - 9'35"03
- Argento al Athens Grand Prix Tsiklitiria ( Atene), 3000 m siepi - 9'14"52

2008
- Argento alla World Athletics Final ( Stoccarda), 3000 m siepi - 9'24"03
- Bronzo alla San Silvestro Vallecana ( Madrid) - 33'33"

2016
- 8ª alla Route du Vin Half Marathon ( Remich) - 1h19'26"

2017
- Bronzo alla Hong Kong Tuen Mun Half Marathon ( Hong Kong) - 1h19'39"